# Сачел (Хунедоара)
Сачел (рум. Săcel) насеље је у Румунији у округу Хунедоара у општини Сантамарија-Орља. Oпштина се налази на надморској висини од 377 m.

## Становништво
Према подацима из 2002. године у насељу је живело 397 становника, од којих су сви румунске националности.